# Maxim Maurice
Maxim Maurice (* 31. Dezember 1989 in Saarlouis als Philipp Daub) ist ein deutscher Zauberkünstler und Moderator.

## Leben
Maxim Maurice wuchs in Saarlouis auf und lebt heute in Schwalbach (Saar). Zehnmal organisierte er selbstständig Zauber- und Benefizgalas. Im Januar 2014 wurde er bei den Deutschen Meisterschaften in der Sparte Großillusionen als Deutscher Vizemeister der Zauberkunst ausgezeichnet und qualifizierte sich für die Weltmeisterschaft in Italien. Im Jahr 2010 organisierte er mit seinem Zauberkollegen Markus Lenzen die Vorentscheidungen zu den Deutschen Meisterschaften der Zauberkunst. Bei diesem dreitägigen Zauberfestival kamen im September 2010 hunderte Zauberer aus ganz Europa in die Saarbrücker Congresshalle. Hierfür erhielt er die Ehrenmedaille für besondere Verdienste um die Zauberkunst.

## Auszeichnungen
- 2007: Auszeichnung mit dem Kulturpreis der Stadt Saarlouis
- 2007: Preisträger beim internationalen Zauberwettbewerb „Foire des Magiciens“ in Luxemburg
- 2008: Deutscher Vizemeister (Großillusionen/Junioren)
- 2008: Grand-Prix-Gewinner des Marvin Cup in Tschechien
- 2010: Magischer Zirkel von Deutschland: Ehrenmedaille für besondere Verdienste um die Zauberkunst
- 2013: 1. Platz und Goldene Magica bei den Vorentscheidungen zu den Deutschen Meisterschaften (Großillusionen)
- 2014: Deutscher Vizemeister der Zauberkunst (Großillusionen)